# 765MUX
765MUX/765マックス（ななろくご・マックス）はYBSラジオの2006年4月3日から2013年3月29日まで放送されていたワイド番組。番組終了時のの放送時間は毎週月曜日から金曜日までの9:00-11:40。
番組名は765 MUSIC EXPRESSを省略したものであるため、2012年3月までの表記はMAXではなくMUXであった。番組ジングルには「765MUX」と「765 MUSIC EXPRESS」の両方の音声が使用されていた。なお、この記事では特に説明がない限り「765」は「ななろくご」と読む。
番組開始の前年、2004年2月2日に富士吉田ラジオ中継局の周波数が1062kHzから765kHzに変更され、県内で周波数が765kHzに統一されている。

## 放送時間
- 月-金曜日 10:33 - 11:28 （当初）
- 月-金曜日 10:33 - 11:30 （2006年度）
- 月-金曜日 10:00 - 11:30 （2007年度）
- 月-金曜日 10:00 - 11:40 （2008年度）
- 月-金曜日 9:00 - 11:40 （2009年度 - 2012年度）

## 番組終了時ののコーナー

### Today's topics
9:15頃放送。パーソナリティが新聞記事の中から気になった記事を紹介する。

### Quiz Five Max
10:00から放送のリスナー参加型クイズコーナー。2009年3月31日から新ルールとなるが、タイトルコールは以前のものと変わらない。
クイズは、1問出題される。解答権は1問で5回までであり、1回目で正解すると5000円、2回目で正解すると4000円、以下3000円、2000円、1000円と値段が下がっていく。いずれも、賞金はQUOカードである解答方法は電話受付となっており、パーソナリティーの「受付スタート」の合図と同時に、解答がスタートとなる。
一度正解すると、次の挑戦は3ヶ月後にしてくださいとお願いしている。（多くの人に参加してほしいため）

### スコーパー情報
県内各地からYBSのラジオ中継車「スコーパー」でスコーパーキャスターが中継を行なう。2007年4月2日から放送。
2007年3月30日までは765morningで放送していたが、この番組の放送時間が延長されたため、この番組に移動した。

### MY GOLD DISK（2010年3月29日から）
11時15分頃放送。毎週1組のアーティストをピックアップしてそのアーティストの曲の中でも、リスナーにとって特別な一曲をリクエストしてもらい、そのエピソードを紹介しリクエストに応える。

### ランチリクエスト
11:30頃放送。昼食時に聴きたい曲を紹介するコーナー。
このコーナーもリクエストを受け付けている。

### 曜日別コーナー

#### ムービン・マックス
火曜日の9:40頃からの放送。ヴァンフォーレ甲府の最新情報を伝えるコーナー。

## 過去に放送されたコーナー

### Quiz Five Max（2009年3月まで）
10:15頃放送。765morningで放送していた「Qmix」から引き続いてのリスナー参加のクイズコーナー。2007年4月2日から放送。
クイズは全部で5問(ステップ1～5)出題される。クイズはステップ1から答えることができる。正解すれば次のステップに進むことができる。ここで次のステップに進まずに終了することもでき、その場合は正解したステップまでの賞金を得ることができる。途中で不正解した場合はその前のステップで獲得した賞金の半額の賞金となり、次のステップへの挑戦権を失う。
- 各ステップの賞金は以下の通り。
  - ステップ1　 2000円（このステップで不正解の場合賞金なし、YBSグッズのプレゼントのみ）
  - ステップ2　 4000円（このステップで不正解の場合1000円）
  - ステップ3　 6000円（このステップで不正解の場合2000円）
  - ステップ4　 8000円（このステップで不正解の場合3000円）
  - ステップ5　10000円（このステップで不正解の場合4000円）

ジャンプアップというルールが存在し、ステップ1～4を飛ばしてステップ5のみに挑戦することもできる。しかしこのルールを適用してクイズに不正解だった場合は賞金は獲得できない(YBSグッズのプレゼントのみ)。正解した場合は通常のステップ5の賞金を得ることができる。
ステップ1から3辺りまではニュースなどの話題のできごとにかかわる問題、ステップ4と5はその日の担当のパーソナリティの趣味や特技などに関連する問題が出題されることが多かったが、現在は全ステップでジャンルに関係なく問題が出題されるようになった。
ステップ1から3まではパーソナリティからヒントが出るが、4以降はノーヒントとなる。開始当初はステップ1～3で出題される問題のジャンルは電話受付中などに発表されることがあった。
このコーナーは電話がつながったリスナーは電話がつながった放送日から3ヶ月間参加できないという制限がある。これは、多くのリスナーが参加できるように考慮したものである。また、Qmixから引き続きキャリーオーバーは無い。
このコーナーはリスナーの正解数などの挑戦状況により、放送される時間の長さが変わる。早く終わった場合はリクエスト曲などを流して時間を調整する。
2008年5月から、電話の受付を開始してから、スタジオに電話が繋がるまでの間、なぞなぞや脳トレクイズなどで時間を繋いでいる。
2007年7月12日放送分で初の全問正解者が現れた。

### MUSIC DIARY
11:20頃放送。音楽の歴史が書かれた日記を紐解き、その日記にはどのようなことが書かれているのか曲を交えて紹介するコーナー。
このコーナーは2006年3月まで765morningで放送していた「Honda DRIVE A MUSIC ROAD」をそのまま引き継いだような形で放送されている。

### 765フロンティア
毎週水～金の10時35分頃から放送。「山梨の活性化」、「毎日を楽しむ」をキーワードに、日替わりのゲストがアルックススタジオに登場し、暮らしをいきいきと楽しむアイデアなどを紹介する。 
水曜：丸山孝雄（中小企業診断士。マーケティングコミュニケーション研究所主宰。中小企業診断協会山梨県支部長）
木曜：雨宮千春（甲府市丸の内「ココチ」主宰）
金曜：佐藤誠（フィギュア企画・制作「モグラハウス」代表）

### エキうた
11時15分頃放送。毎週1つの駅にスポットを当てて、その駅にまつわる歌や思い出に残っているエピソードなどから連想できる歌や曲をリスナーからメッセージ・リクエストを募集する。

### 39song express
「39song express」の「39」は“サンキュー”と読む。11時20分頃から放送。両親・家族・恋人・お世話になった人などに感謝の気持ちを込めたメッセージとリクエスト曲を募集し、採用されたメッセージは､月～木曜日に毎日1通を､そのリクエスト曲をかけながら紹介し､「季節のフラワーギフト」を思いを伝えたい相手に贈る｡さらに､番組でメッセージを紹介されたリスナーには､甲州印傳で作られたケータイストラップが送られる。毎週金曜日は、山梨県内のdocomoショップの店員と電話をつなぎ、docomoの最新情報を伝えてもらう。
NTTdocomoの提供。

### 曜日別コーナー

#### 甘党王子のスイーツ・ロワイヤル
月曜9:40頃放送。甘いものに目がないヤスタカ王子（酒井アナ）が毎週1品スイーツを紹介する。
放送終了後番組HPに写真やお店の情報を掲載している。

#### まかないレシピ1・2・3
「まかないレシピ1・2・3」の「1・2・3」は“ワンツースリー”と読む。
木曜9:40頃放送。「食費は安く済ませたい。でも美味しいものが食べたい！」というリスナーに向けて、料理好きの吉岡アナが、お薦めのレストランや食事処の店主に簡単に作れる「まかない料理」を紹介してもらう。番組では、店主と電話をつなぎ、料理の手順を紹介する。また事前に吉岡アナが実際に料理を作り、その写真をHPに掲載している。

#### 週刊MONOジャーナル
金曜9:40頃放送。ＹＢＳアナウンサーの中でひと際「物」へのこだわりを持つ吉岡アナが、リスナーに手にしてもらいたい逸品を、歴史や魅力と共に紹介する。

## 出演者

### パーソナリティー
塩沢以外は全員YBSアナウンサー。
- 櫻井和明（月・火担当）
- 吉岡秀樹（水担当）
- 塩沢未佳子 （木・金担当、2006年度は月・火担当）

スコーパーキャスター
- 加藤明子
- 角田郁帆
- 横川紘子

### 過去の出演者
全員YBSアナウンサー（穀田は担当当時）。
| 期間      | 期間      | 月         | 火         | 水       | 木・金     |
| --------- | --------- | ---------- | ---------- | -------- | ---------- |
| 2006.4.3  | 2007.3.30 | 塩沢未佳子 | 塩沢未佳子 | 吉岡秀樹 | 鈴木千草   |
| 2007.4.2  | 2008.3.28 | 植田有紀子 | 植田有紀子 | 吉岡秀樹 | 藤本えみり |
| 2008.3.31 | 2009.3.27 | 中島そよか | 中島そよか | 吉岡秀樹 | 藤本えみり |
| 2009.3.30 | 2010.3.31 | 深沢弘樹   | 深沢弘樹   | 深沢弘樹 | 前田真宏   |
| 2010.4.1  | 2011.3.31 | 酒井康宜   | 前田真宏   | 前田真宏 | 吉岡秀樹   |
| 2011.4.1  | 2012.3.30 | 難波紀伝   | 前田真宏   | 前田真宏 | 塩沢未佳子 |
| 2012.4.2  | 2013.3.29 | 櫻井和明   | 櫻井和明   | 吉岡秀樹 | 塩沢未佳子 |

- 穀田慎也（2006年6月8日,9日ほか、代理パーソナリティを勤めた経験あり。）

## 備考・その他
- この番組の担当者は765morningのエンディングにも出演し、簡単な番組紹介やトークを行う。(ただし2006年10月〜2007年3月は765morningのエンディングが短縮されていたため出演しなかった)。なお、今は行っていない。
- 2006年4月5日の放送（担当は吉岡アナ）で番組終了前に読み上げたリスナーのメッセージに答える形で、吉岡アナの呼び名はFREE STYLEで使用している「ヒデ」（ヒデくん、ヒデちゃんなども可）ということになった。
- 吉岡アナは765morningのスタッフに「ひでつき」と呼ばれているらしい。実際に765morningのエンディングに出演した際にそのように呼ばれたことがある。
- 2007年3月まで金曜日は「○○(アーティスト名など)特集」と題してテーマにあったリクエスト曲を中心に流していた。これはランチリクエストにも適用され、MUSIC DIARYでもテーマにあったものが紹介されることがあった。
- 番組webサイトはコラム形式になっていて各パーソナリティがそれぞれ1週間に1回程度のペースで更新している。
- 2010年4月より、吉岡アナが番組と連動して「Twitter」を行っている。